# Scottish League Two 2018/19
Die Scottish League Two wurde 2018/19 zum sechsten Mal als vierthöchste Fußball-Spielklasse der Herren in Schottland ausgetragen. Die Liga wurde offiziell als Ladbrokes Scottish League Two ausgetragen. Die Liga war nach der Premiership, Championship und League One eine der vier Ligen in der 2013 gegründeten Scottish Professional Football League. Gefolgt wurde die League Two von den regionalen Ligen, der Highland und Lowland Football League.
Die Saison wurde von der Scottish Professional Football League geleitet und ausgetragen und begann am 4. August 2018. Die Spielzeit endete mit dem 36. Spieltag am 4. Mai 2019. In der Saison 2018/19 traten zehn Klubs in insgesamt 36 Spieltagen gegeneinander an. Jedes Team spielte jeweils zweimal zu Hause und auswärts gegen jedes andere Team. Als Absteiger aus der letztjährigen League One kamen der FC Queen’s Park und die Albion Rovers in die League Two.
Der FC Peterhead sicherte sich die Meisterschaft und den Aufstieg in die dritte Liga. Der FC Clyde, Edinburgh City und Annan Athletic erreichten die Aufstiegsrelegation. Diese gewann Clyde und stieg ebenfalls auf. Die Berwick Rangers traten in der Abstiegsrelegation gegen die Cove Rangers an. Berwick verlor beide Spiele und stieg ab. Torschützenkönig wurde mit 30 Treffern Blair Henderson von Edinburgh City.

## Vereine

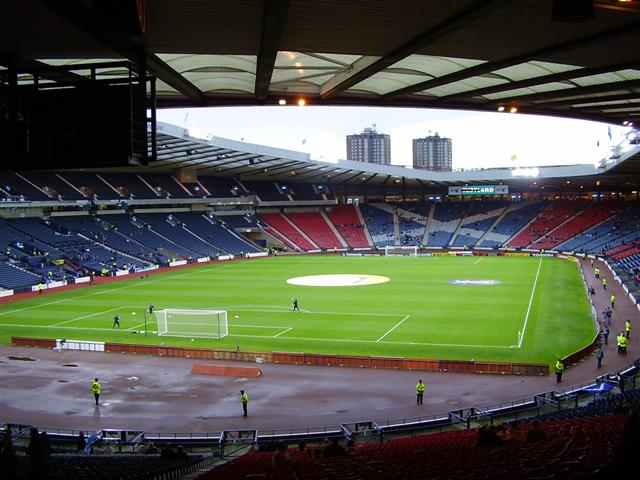
Hampden Park

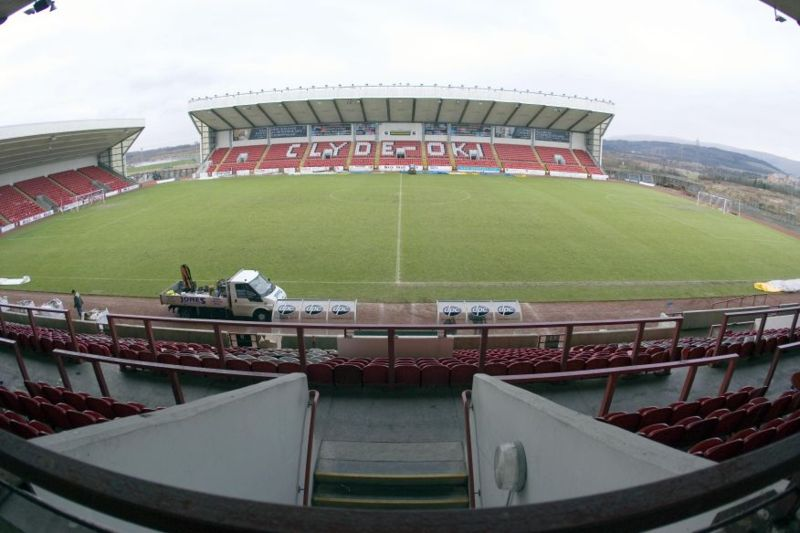
Broadwood Stadium

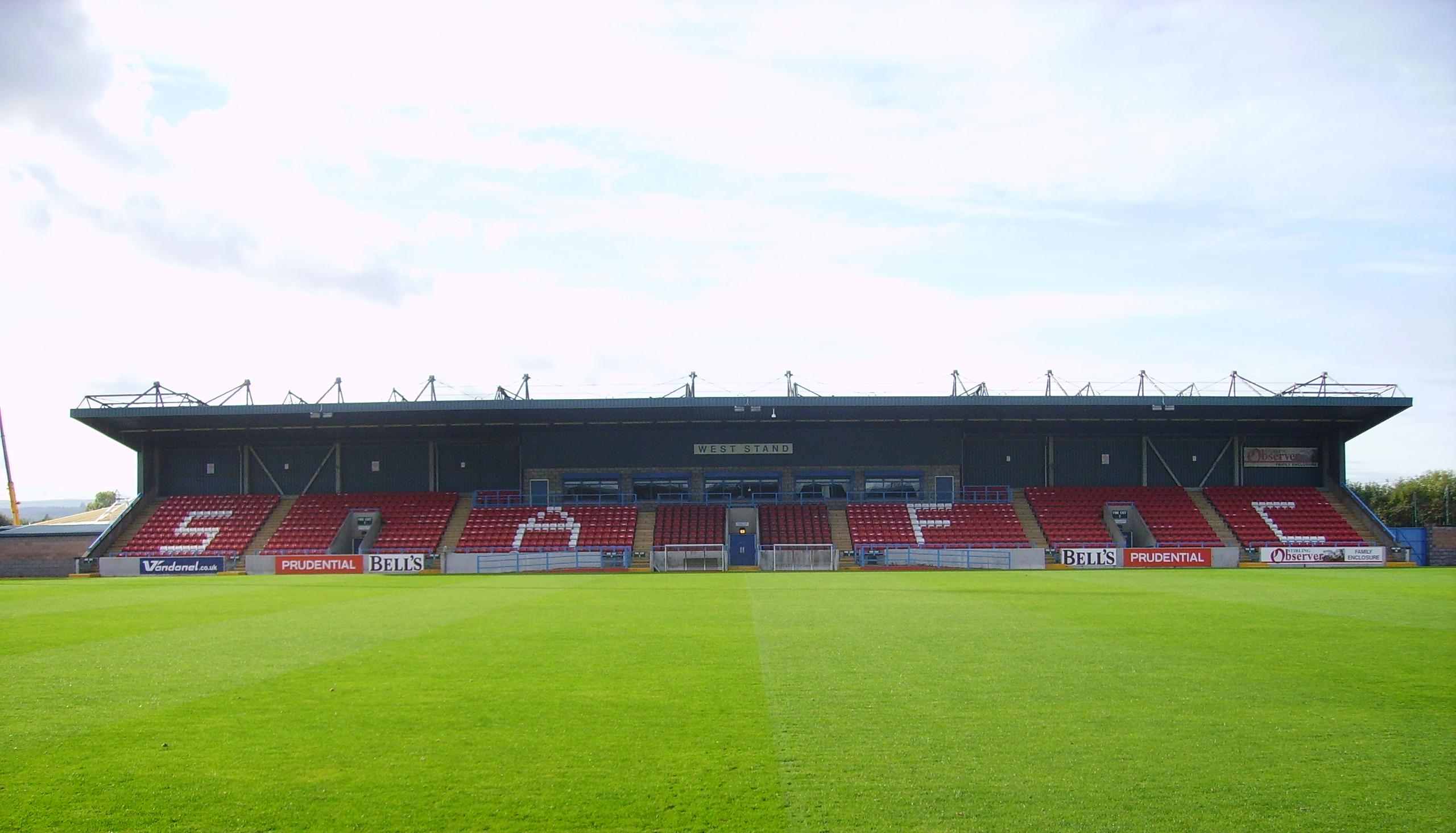
Forthbank Stadium

| Verein          | Stadt              | Stadion             | Kapazität |
| --------------- | ------------------ | ------------------- | --------- |
| Albion Rovers   | Coatbridge         | Cliftonhill Stadium | 01.238    |
| Annan Athletic  | Annan              | Galabank            | 02.504    |
| Berwick Rangers | Berwick-upon-Tweed | Shielfield Park     | 04.099    |
| FC Clyde        | Cumbernauld        | Broadwood Stadium   | 08.086    |
| FC Cowdenbeath  | Cowdenbeath        | Central Park        | 04.309    |
| FC Queen’s Park | Glasgow            | Hampden Park        | 52.500    |
| Edinburgh City  | Edinburgh          | Ainslie Park        | 03.000    |
| Elgin City      | Elgin              | Borough Briggs      | 04.520    |
| FC Peterhead    | Peterhead          | Balmoor Stadium     | 03.150    |
| Stirling Albion | Stirling           | Forthbank Stadium   | 03.808    |

## Statistiken

### Tabelle
| Pl. | Verein              | Sp. | S  | U  | N  | Tore    | Diff. | Punkte |
| --- | ------------------- | --- | -- | -- | -- | ------- | ----- | ------ |
| 1.  | FC Peterhead        | 36  | 24 | 7  | 5  | 065:290 | +36   | 79     |
| 2.  | FC Clyde            | 36  | 23 | 5  | 8  | 063:350 | +28   | 74     |
| 3.  | Edinburgh City      | 36  | 20 | 7  | 9  | 058:310 | +27   | 67     |
| 4.  | Annan Athletic      | 36  | 20 | 6  | 10 | 070:390 | +31   | 66     |
| 5.  | Stirling Albion     | 36  | 13 | 8  | 15 | 044:450 | −1    | 47     |
| 6.  | FC Cowdenbeath      | 36  | 12 | 7  | 17 | 046:460 | ±0    | 43     |
| 7.  | FC Queen’s Park (A) | 36  | 11 | 10 | 15 | 044:470 | −3    | 43     |
| 8.  | Elgin City          | 36  | 13 | 4  | 19 | 052:670 | −15   | 43     |
| 9.  | Albion Rovers (A)   | 36  | 7  | 6  | 23 | 032:710 | −39   | 27     |
| 10. | Berwick Rangers     | 36  | 5  | 4  | 27 | 027:910 | −64   | 19     |

Platzierungskriterien: 1. Punkte – 2. Tordifferenz – 3. geschossene Tore – 4. Direkter Vergleich (Punkte, Tordifferenz, geschossene Tore)
| Zum Saisonende 2018/19:                                                                                                |                                               |
| Aufsteiger in die Scottish League One 2019/20 Teilnahme an den Aufstieg-Play-offs Teilnahme an der Abstiegs-Relegation |                                               |
| |                                               |
| Zum Saisonende 2017/18:                                                                                                |                                               |
| (A) | Absteiger aus der Scottish League One 2017/18 |

## Relegation
Teilnehmer an den Relegationsspielen sind der Zehntplatzierte der diesjährigen League Two sowie die beiden Meister aus der Highland- und Lowland Football League. Der Sieger der ersten Runde spielte in der zweiten Runde gegen den League-Two-Verein um einen Platz für die folgende Saison 2019/20.
Erste Runde
Die Spiele wurden am 27. April und 4. Mai 2019 ausgetragen.
|                  | Gesamt |              | Hinspiel | Rückspiel |
| ---------------- | ------ | ------------ | -------- | --------- |
| FC East Kilbride | 1:5    | Cove Rangers | 1:2      | 0:3       |

Zweite Runde
Die Spiele wurden am 11. und 18. Mai 2019 ausgetragen.
|              | Gesamt |                 | Hinspiel | Rückspiel |
| ------------ | ------ | --------------- | -------- | --------- |
| Cove Rangers | 7:0    | Berwick Rangers | 4:0      | 3:0       |